# Rue Parrot
La rue Parrot est une voie située dans le 12e arrondissement de Paris, en France.

## Situation et accès
Elle débute à la rue de Lyon et se termine à la place du Dix-Neuf-Mars-1962, en croisant la rue Émile Gilbert, la Rue Michel-Chasles, et la rue Abel.

## Origine du nom
Elle porte le nom du médecin français Joseph-Marie-Jules Parrot (1829-1883).

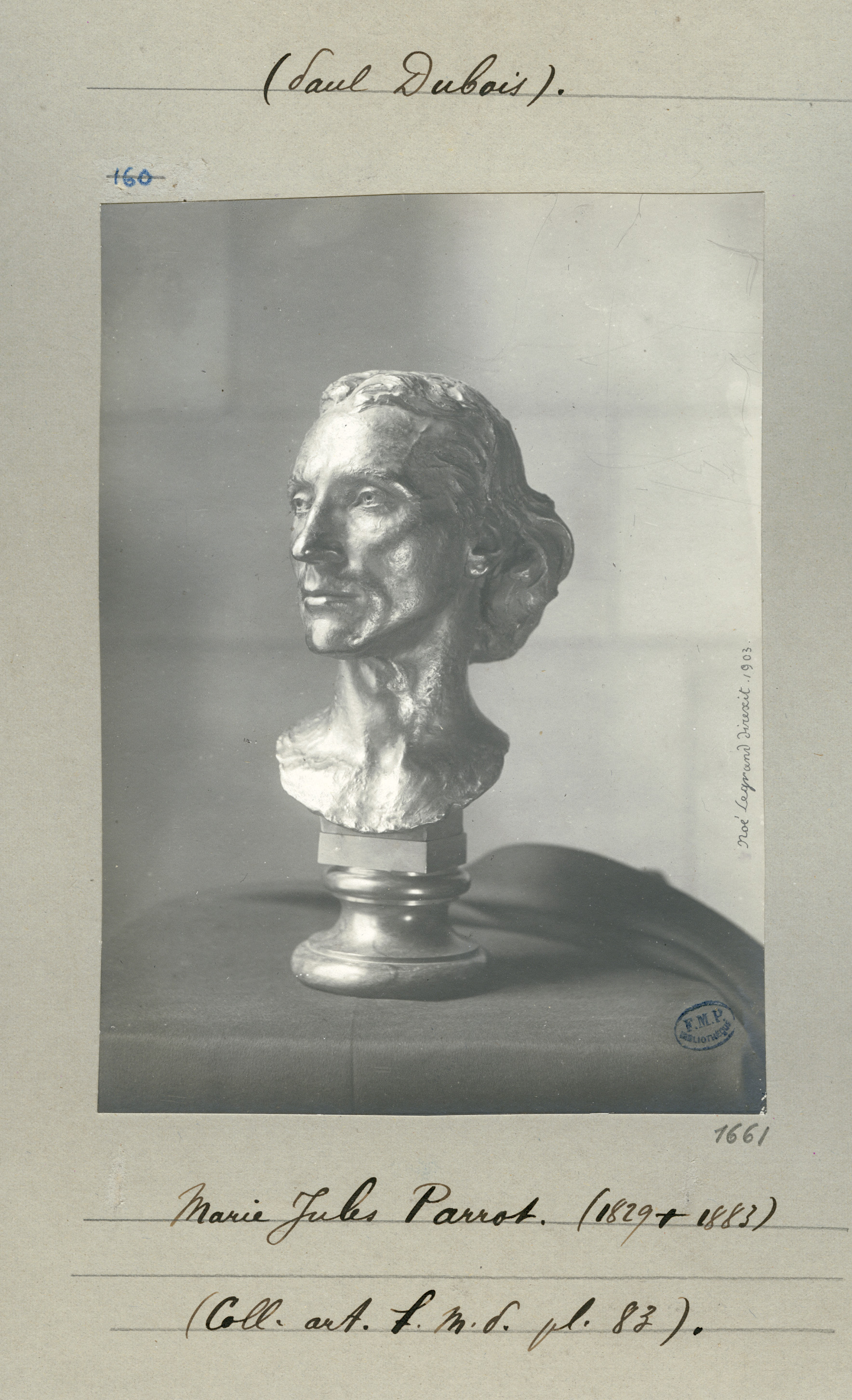
Buste de Joseph-Marie-Jules Parrot

## Historique
La rue Parrot, ouverte sur les terrains de l'ancienne prison Mazas, porte sa dénomination actuelle par arrêté du 7 décembre 1900 puis est classée dans la voirie parisienne par décret du 11 novembre 1902.

## Bâtiments remarquables et lieux de mémoire
- Au no 4 bis : la charcuterie construite dans un immeuble datant de 1903 est inscrite aux monuments historiques depuis 1984[2].
- Au no 8 est né le poète Gilbert Lely (1904-1985).
- Aux nos 14-16 : immeuble réalisé par les architectes Charlet et Perrin.
- Au no 17 se trouve un immeuble réalisé par Chaplet et Perrin avec des statues de Raphaël Charles Peyre (1872-1949).

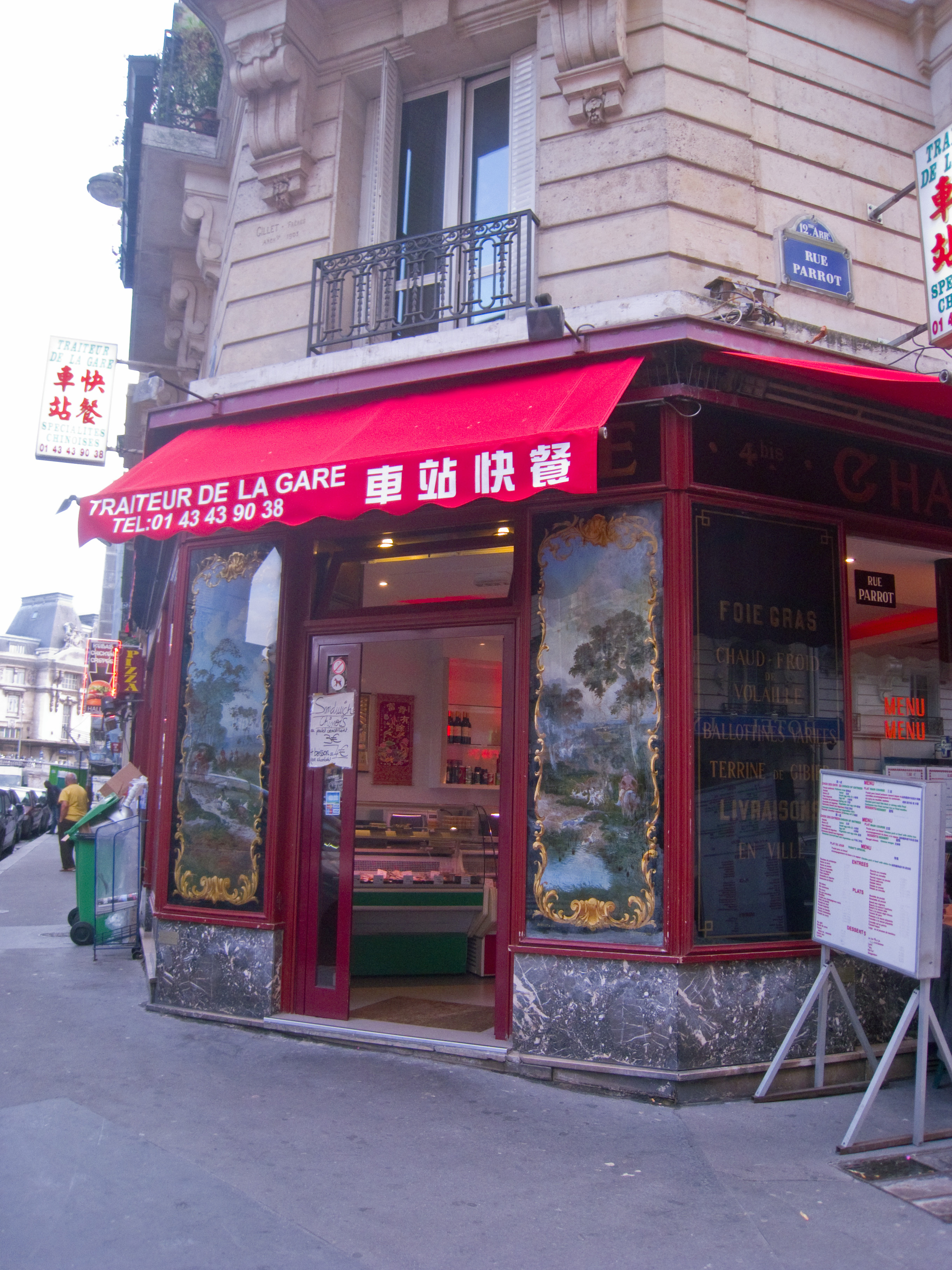
L'ancienne charcuterie du 4 bis, inscrite aux monuments historiques.
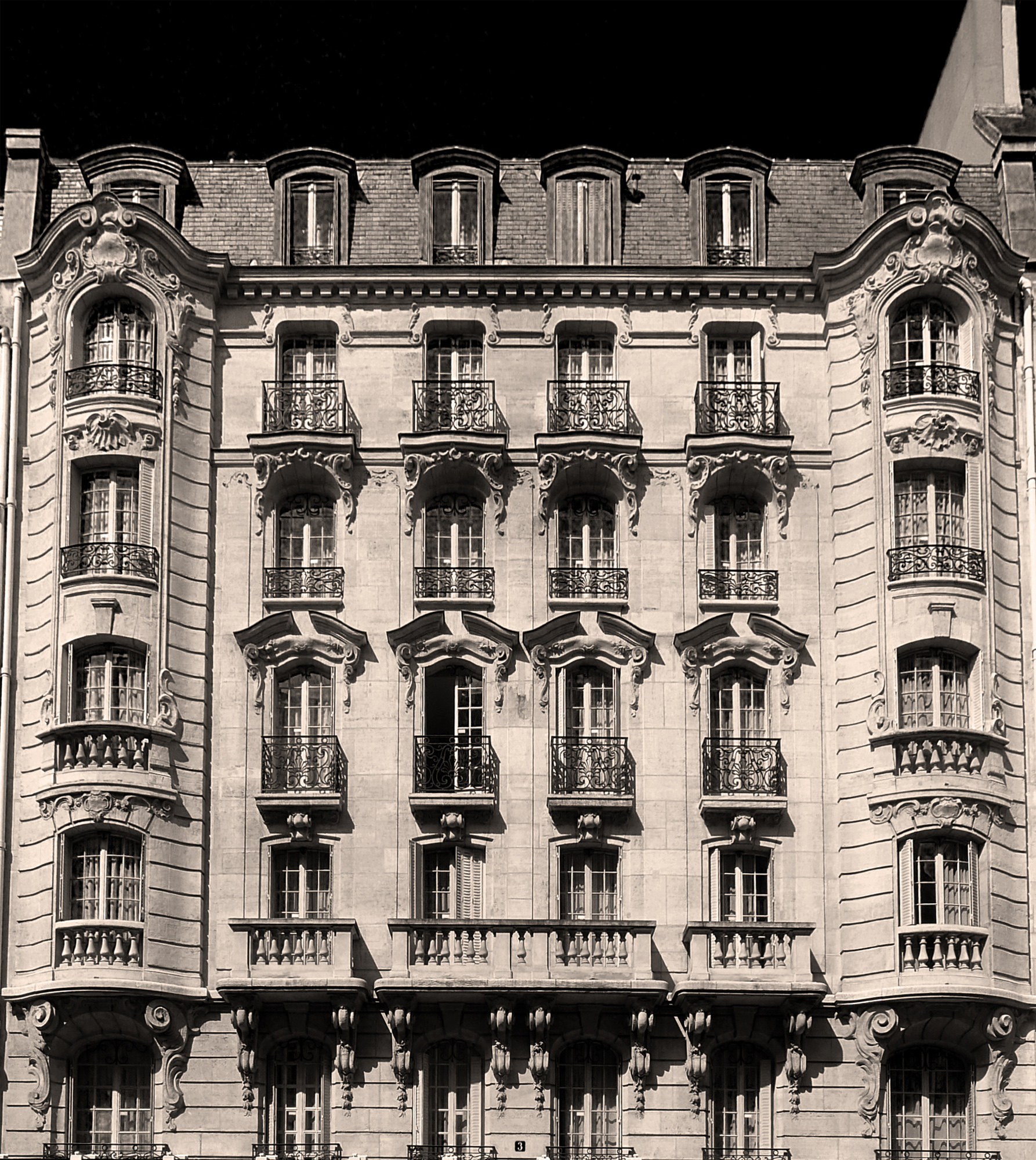
No 3 : façade d'un immeuble post-haussmannien d'Albert Sélonier.
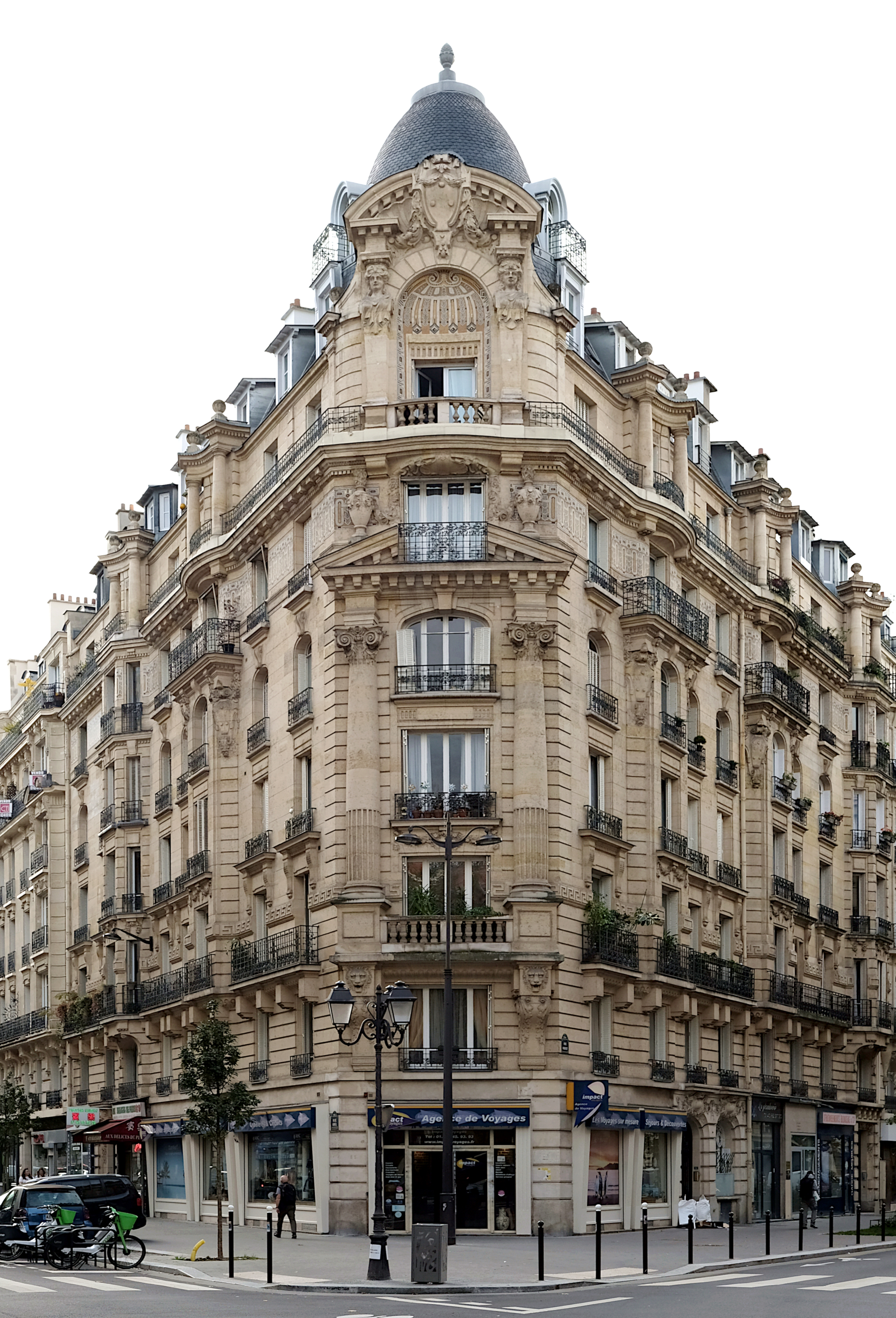
N°14-16 : immeuble des architectes Charlet-Perrin.